# Kenneth Koch
Kenneth Koch (Cincinnati, Ohio, 27 de febrero de 1925 – Nueva York, 6 de julio de 2002) fue un poeta y escritor estadounidense destacado de la Escuela de Nueva York, profesor de la Universidad de Columbia. 

## Biografía
Empezó a escribir poesía a edad muy temprana, descubriendo la obra de Percy B. Shelley y John Keats en sus años adolescentes. A la edad de dieciocho años participó en la Segunda Guerra Mundial en un regimiento de infantería destacado en Filipinas, y luego se graduó en la Universidad de Harvard (1948), donde mientras aún era estudiante ganó el prestigioso premio Glascock (1948). Después se trasladó a Nueva York para estudiar el doctorado en la Universidad de Columbia, donde fue profesor durante más de cuarenta años, transformándose en una referencia en materia de escritura creativa. Escribió poesía, prosa y varias obras de teatro. En 1951 conoció a su primera esposa, Janice Elwood, con la que se casó en 1954 y vivió en Francia e Italia más de un año. Tuvieron una hija, Katherine (Roma, 1955). En 1962 era escritor residente en la Conferencia de Escritores de la Ciudad de Nueva York del Wagner College. Su primera mujer falleció en 1981 y se casó por segunda vez con Karen Culler en 1994.
Muchos críticos evaluaron sus obras tempranas como oscuras, como Poemas (1953). Sin embargo, más adelante ganó el premio de Poesía de la hermandad Phi Beta Kappa y fue finalista del Premio Nacional del Libro. En 1995 le fue otorgado el premio Bollingen por su obra On the Great Atlantic Railway, Selected Poems 1950-1988 (1994). Sus otros premios incluyen el Premio Nacional de Poesía Rebekah Johnson Bobbitt otorgado por la biblioteca del Congreso en 1996, y premios de la Academia Americana de Artes y Letras (en la que ingresó en 1996) y las fundaciones Fulbright, Guggenheim e Ingram-Merrill. Koch vivió casi siempre en Nueva York y falleció el 6 de julio de 2002 de leucemia.

## Obras seleccionadas
- Days and Nights (1982)
- From the Air (1979)
- Ko: or, A Season on Earth (1959)
- On the Edge (1986)
- On the Great Atlantic Rainway: Selected Poems 1950–1988 (1994)
- One Train (1994)
- Permanently (1961)
- Poems (1953)
- Bertha, & other plays (1966)
- Poems from 1952 and 1953 (1968)
- Seasons on Earth (1987)
- Sleeping with Women (1969)
- Straits (1998)
- Thank You and Other Poems (1962)
- The Art of Love (1975)
- The Burning Mystery of Anna in 1951 (1979)
- The Duplications (1977)
- The Pleasures of Peace and Other Poems (1969)
- When the Sun Tries to Go On (1969)

## Prosa
- Hotel Lambosa and Other Stories (1993)
- I Never Told Anybody: Teaching Poetry Writing in a Nursing Home (1977)
- Interlocking Lives (1970)
- Making Your Own Days: The Pleasures of Reading and Writing Poetry (1998)
- Rose, Where Did You Get That Red? (1973)
- Sleeping on the Wing: An Anthology of Modern Poetry with Essays on Reading and Writing (1981)
- The Red Robins (1975)
- Wishes, Lies and Dreams: Teaching Children to Write Poetry (1970)

## Drama
- A Change of Hearts and Other Plays (1973)
- Bertha and Other Plays (1966)
- One Thousand Avant-Garde Plays (1988)
- Thank You and Other Plays (1962)
- The Gold Standard (1996)
- The Red Robins (1979)